# Lars Rüpke
Lars Helmuth Rüpke (* 1975 in Hamburg) ist ein deutscher Geophysiker und Meereskundler.

## Wissenschaftliche Laufbahn
Lars Rüpke schloss sein Studium der marinen Geowissenschaften mit dem Schwerpunkt Geophysik 2000 mit dem Diplom am Institut Universitaire Européen de la Mer in Brest, Frankreich ab. Bis 2004 arbeitete er daraufhin an seiner Doktorarbeit am IFM-GEOMAR, heute GEOMAR Helmholtz-Zentrum für Ozeanforschung. Anschließend war er für ein Jahr bis 2005 am IFM-GEOMAR angestellt. Von Mai bis Dezember 2005 war er Wissenschaftler am PGP in Oslo, Norwegen, wo er anschließend bis 2007 als leitender Wissenschaftler und Leiter der Geodynamik-Gruppe beschäftigt war. Seit 2007 ist er Professor am GEOMAR und im Exzellenzcluster Ozean der Zukunft sowie Leiter der Meeresbodenressourcen Gruppe.

## Forschungsinteressen
- Modellierung geologischer Prozesse
- Geologische Ressourcen am Meeresboden (Ozean der Zukunft)
- Hydrothermalsysteme
- Sedimentbecken und passive Kontinentalränder
- Subduktionszonen (SFB 574)
- Geodynamik und Mantelkonvektion[1]

## Auszeichnungen
- 2005: Karl-Zoeppritz-Preis der Deutschen Geophysikalischen Gesellschaft
- 2005: Fakultätspreis der Mathematisch-Naturwissenschaftlichen Fakultät der Christian-Albrechts-Universität zu Kiel
- 2006: Beste Doktorarbeit in der Sektion E der Leibniz-Gemeinschaft und Nominierung für den Nachwuchspreis[1]

## Ausgewählte Publikationen
- Rüpke L. H., Schmid D. W., Perez-Gussinye M., Hartz E. (2013): Interrelation between rifting, faulting, sedimentation, and mantle serpentinization during continental margin formation—including examples from the Norwegian Sea, G-cubed, accepted, doi:10.1002/ggge.20268
- Rüpke L. H., Phipps Morgan J., Dixon J. (2006): Implications of Subduction Rehydration for Earth’s Deep Water Cycle. in Earth’s Deep Water Cycle. AGU Geophysical Monograph Series 168.
- Rüpke L. H., Phipps Morgan J., Hort M., Connolly J. (2002): Are the regional variations in Central American arc lavas dues to different basaltic versus peridotitic slab sources of fluids?. Geology. 30(11):1035-1038.[1]